# Слапови Сопотнице
Слапови Сопотнице или споменик природе Слапови Сопотнице је заштићено природно добро које обухвата извориште површинског тока реке Сопотнице са више сталних и повремених карстних врела и извора. Ова врела и извори формирају токове који се прво спајају, а затим праве серију водопада. Поред водопада налазе се старе и обновљене воденице. Слапови Сопотнице налазе се у југозападној Србији, на реци Сопотници, на западним падинама планине Јадовник. Смештена је на територији општине Пријепоље и у атару села Сопотница. Реку Сопотницу, притоку Лима, карактерише велика висинска разлика између ушћа на 465 м надморске висине и највишег извора на 1150 м.
Током 2005. године, на подручју око водопада установљено је заштићено природно добро, споменик природе „Слапови Сопотнице“ Укупна површина заштићеног подручја је 209,34 ha. На подручју споменика природе утврђен је режим заштите II степена са одговарајућим мерама заштите и кодексом понашања.

## Настанак
Споменик природе обухвата извориште површинског тока реке Сопотнице са више сталних и повремених карстних врела и извора који формирају токове. Ти токови се најпре спајају, затим гранају и формирају серију водопада. Поред тока и водопада велику атракцију представљају старе и обновљене воденице. Биофлора Сопотнице обухвата 62 врсте, од чега 10 јетрењача и 52 врсте маховине, што представља висок диверзитет за изузетно мало подручје. Етно-културни амбијент овог подручја са бројним специфичностима мешовите етничке средине, традиционалним гостопримством у селу, уз обиље вредних објеката народног градитељства представљају важан елемент укупне вредности долине Сопотнице.
До самих водопада је немогуће доћи директно колима, јер су заробљени у литицама. Највећи од њих назире се из подножја – заравни. Могуће је приближити им се пешачећи каменитим маркираним путићима.

Вода реке Сопотнице, због њеног подземног протицања кроз крашки предео планине Јадовника, има у себи и одређени проценат раствореног кречњака (калцијум бикарбоната). Као последица се око Сопотничких извора, где је вода узбуркана, из раствореног кречњака, ослобађа угљен-диоксид, а на маховинама, лишћу излучује се и таложи калцијум карбонат, шупљикава стена жућкасте боје, која је у народу позната под називом сига. Временом се у изворном делу реке Сопотнице образовало неколико различитих нивоа наслага сиге преко којих вода Сопотнице протиче у виду водопада. 

## Положај
Слапови Сопотнице се налазе у селу Сопотница, на територији општине Пријепоље, у југозападној Србији. Од Пријепоља су удаљени 20 km. Укупна површина заштићеног добра износи 196 хектара, 64 ара и 16 квадратних метара.

## Димензије водопада
Пошто река Сопотница прави више водопада дуж целог свог тока, димензије истих варирају. Највећи од њих налази се на трећем нивоу, и висок је 25 метара, док се висина осталих водопада креће од 19 до 23 метра.

## Историјат заштите
Извориште реке Сопотнице заштићено је Решењем о претходној заштити бр. 03-635/2, Завода за заштиту природе Србије, од 28. децембра 2000. године. Решење је објављено у Службеном гласнику РС, број 11/01, од 15. фебруара 2001. године.
Наведено природно добро ставља се под заштиту ради очувања и унапређења лепоте предела и уређења заштићеног простора, као и ради очувања разноврсности дивљег биљног и животињског света, а у интересу науке, образовања, културе, рекреације и туризма.

## Вредновање
Споменик природе Слапови Сопотнице је заштићено добро на основу примарних природних и флористичких обележја, естетско-амбијенталних и морфо-хидролошког вредности. У кориту реке Сопотнице, од њеног извора на 1120 m, па до ушћа у Лим на 470 m, на само 5 km дужине и 650 m висинске разлике, јављају се многобројни прегиби са водопадима и слаповима. Као посебан природни феномен издваја се осам бигрених тераса у горњем току реке.

## Режим заштите
У оквиру природног добра забрањено је:
- каптирање извора и врела у непосредном изворишту Сопотнице, преграђивање, каналисање и други хидротехнички радови у коритима водотока, осим зајажавања воде за потребе рада воденица, научног истраживања и обнављања процеса стварања бигра и бигрених тераса;
- експлоатација наслага бигра и друге радње којима се оштећују рељеф бигрених тераса и изглед и функције слапова и водопада;
- отварање мајдана камена и експлоатација других минералних сировина;
- изградња стамбених, економских, помоћних и других објеката намењених пољопривредној производњи, осим у оквиру грађевинских парцела постојећих домаћинстава, као и изградња индустријских и викендица;
- одлагање комуналног, индустријског, грађевинског и другог отпада, осим комуналног и пољопривредног отпада пореклом са заштићеног подручја који може да се одлаже на местима која су за то одређена и на прописани начин;
- радње које могу изазвати загађење вода, ваздуха, земљишта, стварати прекомерну буку и неповољно утицати на естетска обележја заштићеног простора;
- преоравање пашњака и природних ливада;
- радње којима се уништавају или угрожавају биљне и животињске врсте заштићене као природне реткости;
- садња, засејавање и насељавање биљних и животињских врста страних за природни живи свет овог подручја;
- чиста сеча и крчење шуме, осим ограниченог и контролисаног уклањања шумске и жбунасте вегетације за потребе презентације бигрених тераса и водопада и уређења простора за рекреативне намене;
- лов, осим планских активности на гајењу и заштити дивљачи.[4]

## Легенда о постанку водопада
О постанку Сопотничких водопада може се чути више легенди од локалних мештана. Тиче се становника који су се доселили у село Сопотницу са безводне Пештери, али је врело покрај кога су се населили пресушило. Разочарани због лоше судбине која их прати, придошлице реше да иду даље у потрази за водом. Ноћ пред сеобу, јави им се неки чудан глас испод Јадовника и упита их: „ Бирајте људи, шта да вам поклоним, воду или срећу“? Сељаци су из свег гласа повикали: „ Воду, воду нам даруј, а срећу ћемо ако Бог да, сами стварати.“ И тако по легенди вода потече на све стране.

## Природно добро Слапови Сопотнице
Током 2005. године, на подручју око водопада установљено је заштићено природно добро, споменик природе „Слапови Сопотнице“. Укупна површина заштићеног подручја споменика природе „Слапови Сопотнице“ је 209,34 ha. На подручју споменика природе утврђен је режим заштите II степена са одговарајућим мерама заштите и кодексом понашања. Управљач овог заштићеног добра је планинарско друштво "Камена Гора".

## Галерија
- Сопотнички водопади
- Каскаде Сопотнице
- Каскаде Сопотнице
- Стара камена кућа
- Сопотнички водопад
- Сопотнички водопад
- Сопотнички водопад
- Сопотнички водопад
- Сопотнички водопад
- Сопотнички водопад